# Suor Therese
Suor Therese (Soeur Thérèse.com) è una serie televisiva francese in onda su Rete 4. Dal 28 maggio 2013 la serie sbarca in replica nel pomeriggio di LA7.

## Trama
La protagonista è Suor Therese, ex poliziotta che, dopo la separazione dal marito, Gérard Bonaventure, si ritira in convento dimettendosi da poliziotta. Dopo circa una decina di anni, Suor Therese, dietro la spinta della madre superiora, appassionata di romanzi gialli, aiuta chi ha bisogno di lei e del suo appoggio nel risolvere i casi criminali.

## Episodi

### Prima stagione (2002)
1. Una poliziotta in convento

### Seconda stagione(2003)
1. Un assassino nel convento

### Terza stagione (2004)
1. Il giardino segreto
2. Il ritorno di fiamma
3. Sangue d'inchiostro

### Quarta stagione (2005)
1. Nel nome del padre
2. Delitto al mercato

### Quinta stagione (2006)
1. Peccato di gola
2. Omicidio nel sottosuolo
3. Mano da padre
4. Caduto dal cielo
5. Un affare di cuore

### Sesta stagione (2007)
1. L'assassino è in mezzo a noi
2. Suor Thérèse e il veggente (prima tv Rete4: 2011)

### Settima stagione (2008)
1. Omicidio in piscina (prima tv Rete4: 2011)
2. Juliette è di ritorno (prima tv Rete4: 2011)

### Ottava stagione (2009)
1. Colpo grosso (prima tv Rete4: 4 agosto 2012)
2. Crimine d'amore (prima tv Rete4: 11 agosto 2012)

### Nona stagione (2010)
1. Perdono, mia sorella (Prima Tv Rete4: 18 agosto 2012)
2. Incontri su Internet (prima tv Rete4: 25 agosto 2012)

### Decima stagione (2011)
1. Sulla strada della verità (prima tv Rete4: 1º settembre 2012)